# Сучанка
Сучанка (словац. Súčanka) — річка в Словаччині, права притока Вагу, протікає в окрузі Тренчин.
Довжина — 19.7 км.
Бере початок в масиві Білі Карпати на висоті 680 метрів біля села Горна Суча. Протікає селом Дольна Суча.
Впадає у Ваг біля села Скалка-над-Вагом на висоті 215 метрів.